# Чекановский, Александр Лаврентьевич
Алекса́ндр Лавре́нтьевич Чекано́вский (пол. Aleksander Piotr Czekanowski; 12 [24] февраля 1833, Кременец, Волынская губерния — 18 [30] октября 1876, Санкт-Петербург) — российский учёный-геолог и исследователь Средней Сибири.
За участие в Польском восстании (1863) был сослан в Сибирь, где провёл геологические исследования Иркутской губернии (1869—1871). Дал первые достоверные сведения по геологии района Нижней Тунгуски (1873), нижнего течения Лены и реки Оленёк (1874—75). На Нижней Тунгуске открыл месторождения каменного угля и графита. Общая протяжённость маршрутов А. Л. Чекановского составила около 27 тысяч километров. В 1876 году ему было разрешено приехать в Санкт-Петербург для обработки собранных материалов по географии, геологии и палеонтологии посещённых им мест. Ботанические и зоологические коллекции А. Л. Чекановского описаны в работах многих учёных.

## Биография
Родился 12 (24) февраля 1833 года в городе Кременец (Волынская губерния, Российская империя) в семье естествоиспытателя занимавшегося энтомологией.
Вскоре его семья переехала в Киев. Учился в Киевской гимназии и Киевском университете, на медицинском факультете, одновременно занимался естествознанием под руководством профессоров Роговича, Феофилактова, Кесслера.
В 1855 году, после получения диплома врача, переехал для учёбы в Императорский Дерптский университет, минералогическое отделение естественно-исторического факультета. Однако, тяжёлое материальное положение вынудило его оставить университет летом 1857 года.
Он вернулся в Киев, где стал работать в фирме «Сименс и Гальске», которая занималась строительством телеграфной линии из России в Индию. Работа была связана с частыми поездками, что дало ему возможность проводить научные исследования. Помимо основной работы он также занимался систематизацией палеонтологических коллекций Киевского университета.

### Ссылка и экспедиции
За участие в Польском восстании 1863 года А. Л. Чекановский был арестован, осуждён на бессрочную ссылку в Сибирь и отправлен пешком по этапу из Киева в Тобольск. По дороге ему удалось собрать большую энтомологическую коллекцию: определения он выполнял с помощью увеличительного стекла, отшлифованного из обломка графина. В Томске А. Л. Чекановский перенёс тиф, последствием которого стало периодическое психическое расстройство.
В 1865 году достиг места ссылки — Забайкалья, а в следующем году перебрался в Падун, в районе Братского Острога. В это время академик Фёдор Богданович Шмидт, получив командировку Академии наук в Сибирь, узнал в Иркутске о судьбе А. Л. Чекановского, поставил в известность учёных Санкт-Петербурга и, использовав всё своё влияние, добился того, чтобы его перевели из Падуна в Иркутск и назначили в Сибирский отдел Географического общества.
В течение 1869—1871 годов вёл работу над изучением Байкальских гор и сибирских земель от Байкала до Енисея и Саянских гор, а также исследовал Иркутскую губернию.
Изданная в 1872 году монография по Иркутской губернии была удостоена золотой медали, а коллекции, собранные в Усть-Балее, легли в основу известного труда о юрской флоре, написанного профессором Цюрихского университета Геером.
В 1872 году предложил Географическому обществу исследовать территорию между Енисеем и Леной, которая практически полностью представляла собой «белое пятно»: очень мало были изучены её гидрография, ещё меньше — рельеф.
26 марта 1873 года отправился из Иркутска к истокам Лены, где занимался исследованием геологической структуры берегов верхнего течения Лены и Ангары. Когда на Ангаре начался ледоход, из Иркутска к нему присоединились физик Миллер и топограф Нахвальный. 12 мая группа двинулась в лодках по Ангаре — к истокам Нижней Тунгуски. За три летних месяца 1873 года путешественники проследили все течение Нижней Тунгуски до устья, нанесли её на карту и определили длину. Это была вторая научная экспедиция по Нижней Тунгуске после Даниэля Мессершмидта (1723).
В сентябре 1873 года экспедиция, пройдя полярный круг, достигла Енисея и 5 ноября вернулась в Иркутск. Главным результатом своей экспедиции А. Л. Чекановский считал открытие огромного траппового покрова, прослеженного им по долине Нижней Тунгуски на протяжении более 1900 километров. Кроме этого, в статье «Дополнительные сведения к карте реки Нижней Тунгуски» А. Л. Чекановский впервые охарактеризовал территорию по реке как плоскогорье — возвышенность с характерными столовыми горами. Фактически он совершил научное открытие Среднесибирского плоскогорья и описал рельеф её центральной части.
Спешно была подготовлена новая экспедиция, которая должна была пересечь полярный круг и произвести исследования до ещё неизвестной тогда реки Оленёк. 25 декабря 1873 года А. Л. Чекановский и Миллер покинули Иркутск и тронулись прежней дорогой в направлении Ербогачёна. Путешествие длилось два месяца, и, наконец, в апреле экспедиция достигла берегов Сюрунгны (Вилюя).
После нескольких недель исследования берегов озера Яконгна, 6 июня 1874 года, экспедиция достигла довольно значительной реки. А. Л. Чекановский, решив, что это Оленёк, однако встретившийся тунгус объяснил, что это Мойеро (приток Котуя), а Оленёк находится к северо-востоку. С Мойеро через невысокий водораздел А. Л. Чекановский перешел на Оленёк, примерно в 150 километрах ниже истока, и на плоту в июле начал сплав по реке. А. Л. Чекановский установил, что по Оленёку нет высоких гор. Он завершил пересечение Среднесибирского плоскогорья в северо-восточном направлении, добравшись к устью реки Оленёк в начале ноября. По его определению, длина реки составляла около 2350 километров (по последним данным — 2292 километра). Миллер впервые провёл измерения высот Восточной Сибири.
Организовывая свою третью сибирскую экспедицию, А. Л. Чекановский намеревался «идти по берегу Лены до самого устья и если удастся, то зайти в устье Оленька со стороны моря». Он рассчитывал перед наступлением зимы успеть провести геологические исследования берегов реки Лены, однако короткое лето сорвало его планы. А. Л. Чекановский с баржи провел исследование берегов Лены от Якутска до Булуна. Вначале путь пролегал по глубокому и широкому заливу реки Аякит, а далее по скалистой и горной области, лежащей между Леной и Оленёком. Невысокий водораздельный хребет, открытый и описанный А. Л. Чекановским, впоследствии по предложению Толля был назван кряжем Чекановского. От Келимяра он проследил течение Оленька до устья. 26 августа с вершины горы Каранчат они увидели океан.
18 сентября экспедиция была уже в Булуне. Благополучно перебравшись через замерзшую Лену, её участники на оленях доехали до Верхоянска, откуда через горы и тундру 20 декабря 1875 года вышли к Иркутску.
Так закончились три экспедиции А. Л. Чекановского, зоологические результаты которых были признаны «самыми богатыми из всех, какие когда-либо были предприняты в Сибири. Богатые по своему содержанию отчеты экспедиции, будучи переведены на разные языки, стали достоянием науки, а составленные им карты значительно изменили и дополнили карту азиатской России».

### Последние годы жизни
В 1876 году А. Л. Чекановскому было разрешено приехать в Санкт-Петербург, чтобы заняться обработкой материалов, собранных им в ходе экспедиций. В этом же году он представил Академии наук проект экспедиции, в которой поставил своей целью исследовать в геологическом отношении все большие сибирские реки на территории между Енисеем, Леной, Анабаром, Хатангой и Пясиной. Однако снаряжение экспедиции требовало больших средств, и проект А. Л. Чекановского встретил серьёзные возражения. Это спровоцировало обострение его психического расстройства.
18 (30) октября 1876 года А. Л. Чекановский покончил с собой, приняв большую дозу яда.

## Память
Имя А. Л. Чекановского получили:
Географические названия
- Кряж Чекановского
- Пик Чекановского
- Посёлок Чекановского

Растения
- борец Чекановского,
- лиственница Чекановского,
- гольян Чекановского,
- незабудка Чекановского.

Насекомые
- Жук Lomechusoides chekanovskiyi Jászay, Hlaváč & Baňař, 2023
- Медведица Чекановского Hyperborea czekanowskii Grum-Grshimailo, 1900
- Муравей Myrmica tschekanovskii Radchenko, 1994[5]
- Муха-зеленушка Dolichopus czekanovskii Stackelberg, 1928

Монеты
- 2004 — Памятные монеты 2 злотых, Польша — Aleksander Czekanowski в серии Польские путешественники и исследователи (Polscy Podróżnicy i Badacze)